# Klobbskärs fjärden
Klobbskärs fjärden är en fjärd i Finland. Den ligger i landskapet Egentliga Finland, i den sydvästra delen av landet, 160 km väster om huvudstaden Helsingfors.
Klobbskärs fjärden avgränsas av Käldinge harun i väster, Svinö och Pensar i norr, Knapulön i nordöst, Trollholmen och Stora Hamnholmen i sydöst, Duvholm, Skogs-Knivskär och Lilla Klobbskär i söder samt Blyglo och Bultarna i sydväst. Gullkrona ligger strax söder om Klobbskärs fjärden. Den ansluter till Söderfjärden i väster, Haru fjärden i nordväst och Pensar strömmen i norr.